# Surfin' Bird
Surfin' Bird är namnet på både en rocklåt från 1963 och ett musikalbum från 1964, döpt efter låten, av den amerikanska rockgruppen The Trashmen. Låten är gruppens kändaste och nådde plats nummer fyra på singellistan Billboard Hot 100. Låten blev även en stor hit i Sverige och Finland 1964. Surfin' Bird har blivit fortsatt uppmärksammad sedan den gavs ut genom att den använts till flera TV-serier och filmer.

## Komposition
Surfin' Bird var sammansatt av R&B-låtarna "Papa-Oom-Mow-Mow" och "The Bird's the Word", båda från början av The Rivingtons. Gruppens gitarrist och sångare Tony Andreason berättade att de blev inspirerade att spela in låten efter att ha hört en grupp vid namn The Sorensen Brothers spela "The Bird Is the Word" av The Rivingtons. Gruppens dåvarande sångare och trummis Steve Wahrer började sedan sjunga låten under konsert med "en galen röst", och en improviserad mellansektion utan instrument. En lokal DJ i Minneapolis som hört gruppen spela låten i Maple Grove sade åt dem att de måste spela in det hela.
Låten blev en hit kort efter att den släpptes 13 november 1963 i USA och 20 februari 1964 i resten av världen. Låten anses vara en surfrockklassiker. Steve Wahrer stod från början som upphovsman, men efter att medlemmarna i The Rivingtons hotat med rättsliga åtgärder angavs de som upphovsmän. Medlemmarna i The Trashmen förlorade också inspelningsrätten till låten, som togs över av ägaren till Soma Records, då singeln, ursprungligen utgiven på det lilla bolaget Garrett Records börjat sälja bra. De lyckades dock vinna tillbaka inspelningsrätten på 1980-talet.

## Listplaceringar
| Lista (1963-1964) | Position               |
| ----------------- | ---------------------- |
| Danmark           | 11 (DR "Top 20")       |
| Finland           | 8                      |
| Frankrike         | 48                     |
| Nya Zeeland       | 5 ("Lever Hit Parade") |
| Sverige           | 2 (Kvällstoppen)       |
| Sverige           | 1 (Tio i topp)         |
| USA               | 4 (Billboard Hot 100)  |
| Västtyskland      | 25                     |

## Covers
"Surfin' Bird" Spelades in av The Cramps som deras debutsingel.
Charly Lownoise & Mental Theo Spelade in "Surfin' Bird" på maxisingeln "The Bird" 1993.

## Användning i media
"Surfin' Bird" spelades i Family Guy-avsnittet I Dream of Jesus 2008 och användes som återkommande skämt i avsnittet. Visningen återupplivade The Thrashmens karriär och var en stor anledning till deras comeback 2009. Efter användningen i serien gick låten för första gången in på brittiska UK Singles Chart, där den inte listnoterades på 1960-talet.
Låten har använts i flera filmer. Bland dessa kan nämnas Pink Flamingos (1972), Baby It's You (1983), Stanley Kubrick-filmen Full Metal Jacket (1987), och Den stora jakten (2011).

## Albumet
Gruppens enda studioalbum under dess aktiva tid, Surfin' Bird, utgavs i januari 1964. Det består i en mix av garagerock och surfrock, med både instrumentala spår och låtar med sång. De fyra sista låtarna i listan nedan ingick inte på det ursprungliga albumet, dessa lades till som bonusspår vid en senare CD-utgåva.

## Låtlista
1. "Surfin' Bird" - 2:23
2. "King of the Surf" - 2:30
3. "Henrietta" - 2:35
4. "Misirlou" - 2:08
5. "Malagueña" - 2:35
6. "It's So Easy" - 2:06
7. "Tube City" - 3:23
8. "My Woodie" - 1:55
9. "Bird Bath" - 2:37
10. "Kuk" - 2:05
11. "Money (That's What I Want)" - 3:12
12. "Sleeper" - 2:33
13. "Surfin' Bird" (demo) - 2:21
14. "Bird Dance Beat" - 2:07
15. "Walkin' My Baby" - 2:39
16. "Dancin' with Santa" - 2:31